# 麥克斯·霍克海默
麦克斯·霍克海默（德語：Max Horkheimer，1895年2月14日—1973年7月7日）， 德国哲学家，法兰克福学派的创始人之一。
霍克海默1895年2月14日生于斯图加特一个工厂主家庭。1922年在法兰克福大学获哲学博士学位。1925年任该大学教授，后兼任哲学系主任。1930年任法兰克福大学社会研究所所长，创办了《社会研究杂志》，广泛吸收了一批经济学家、哲学家、心理学家和历史学，致力于对现代资本主义社会进行多学科的综合研究。1933年希特勒执政后，他把社会研究所先后迁到日内瓦、巴黎、美国，并先后在哥伦比亚大学和加利福尼亚大学工作。1949-1950年他把社会研究所迁返法兰克福，仍任所长。1953年退休。1973年7月7日卒于德国纽伦堡。

## 主要著作
- 《启蒙辩证法》（与阿多诺合写，1947）
- 《工具理性批判（英语：Eclipse of Reason (Horkheimer)）》 （1947）
- 《批判理论》（1967）
- 《社会哲学研究》 (1972)